# استان داخلیه
 استان داخلیه  (به عربی:  محافظة الداخلیة ) یکی از استان‌های کشور عمان است.

## جمعیت
جمعیت آن در حدود ۲۶۰٫۸۷۲ هزار نفر می‌باشد.

## جغرافیا
استان داخلیه قلب کشور پادشاهی عمان به شمار می‌آید. 
زمین‌های این استان را بیشتر تپه ماهورهای بزرگی که در میانه سرزمین وجود دارد تشکیل داده‌اند.
جبل اخضر در سمت جنوب استان واقع شده‌است.
این استان از سوی خاور به استان‌های شرقیه شمالی و شرقیه جنوبی و از سوی باختر به استان ظاهره، از جنوب به استان وسطی و از شمال به استان‌های مسقط و باطنه جنوبی محدود شده‌است.

## تقسیمات کشوری
در تقسیمات کشوری سلطنت عمان استان داخلیهٔ شامل ۸ شهرستان أست:

### شهرستان‌ها
شهرستان‌ها (در عربی عمان: ولایات) این استان: